# Храм Успения Пресвятой Богородицы (Елохино)
Храм Успения Пресвятой Богородицы (Успенская церковь) — старообрядческий православный храм в деревне Елохино Некрасовского района Ярославской области. Относится к Ярославско-Костромской епархии Русской православной старообрядческой церкви.

## История
Старообрядческая моленная существовала в Елохино до 1851 года, когда она была запечатана. В 1863—1865 годах молитвенный дом возобновил деятельность, но по приказу архиепископа Нила (Исаковича) был снова закрыт. В 1888 году была построена новая моленная.
В Елохине находилась кафедра первого епископа Ярославского и Костромского Иринарха (Лапшина), занимавшего её в 1898—1902 годы.
В 1905 году после выхода манифеста о веротерпимости старообрядцы деревни Елохино обратились в Ярославское губернское управление с просьбой о выдаче разрешения на постройку храма, которая была удовлетворена. Строительство кирпичной церкви велось под руководством семьи Витушкиных, на средства Московской архиепископии и местного купечества. В 1908 году постройка была завершена. Храм был освящён архиепископом Иоанном (Картушиным). В 1910 году был пристроен и освящён предел в честь святителя Николы.
В 1983 году был проведён капитальный ремонт храма: переделана крыша, установлена новая ограда, заменены кресты на куполах.
Настоятелями храма неизменно являются представители семьи Витушкиных. С 2004 года эту должность занимает иерей Михаил Витушкин.

## Архитектура
Храм представляет собой односветный четверик с декоративной главкой, пятигранным алтарём, трапезной, южным Никольским приделом и двухъярусной колокольней.